# Rym częstochowski
Rym częstochowski – rodzaj połączenia rymowego wyrazów będący zestawieniem banalnym, powszechnie znanym, zbyt często stosowanym (czasownik do czasownika; rzeczownik do rzeczownika; przymiotnik do przymiotnika).
Przykłady rymów częstochowskich:
- ludem – cudem
- ciała – działa
- kot – lot

Do rymów częstochowskich należą również rymy gramatyczne, których współbrzmienie wynika z identyczności końcówek gramatycznych, np. czasowniki zakończone na -łem lub -uje, przymiotniki w dopełniaczu zakończone na -ego itp.